# The Bee Gees Sing and Play 14 Barry Gibb Songs
Albums de Bee Gees
Spicks and Specks
(1966)
The Bee Gees Sing and Play 14 Barry Gibb Songs est le premier album des Bee Gees, sorti en 1965, uniquement en Australie.
Cinq titres ont été enregistrés pour cet album ce sont : "I Was a Lover, a Leader of Men", "And the Children Laughing", "I Don't Think It's Funny", "How Love Was True" and "To Be or Not to Be". Les neuf autres sont tirés de singles publiés par le groupe entre 1962 et 1965. De nombreux autres titres étaient disponibles, mais l'utilisation des singles a été préférée. 

## Titres
Comme l'indique le titre toutes les chansons sont signées Barry.

### Face 1
1. I Was a Lover, a Leader of Men – 3:35
2. I Don't Think It's Funny – 2:52
3. How Love Was True – 2:12
4. To Be or Not to Be – 2:10
5. Timber! – 1:46
6. Claustrophobia (en) – 2:14
7. Could It Be – 2:03

### Face 2
1. And the Children Laughing – 3:20
2. Wine and Women – 2:52
3. Don't Say Goodbye – 2:23
4. Peace of Mind – 2:20
5. Take Hold of That Star – 2:38
6. You Wouldn't Know – 2:06
7. Follow the Wind – 2:07

## Musiciens
- Barry Gibb : chant, guitare
- Robin Gibb : chant
- Maurice Gibb : chant, guitare

### Autres musiciens
- Bruce Davis – guitare sur "Claustrophobia" et "Could It Be"
- Leith Ryan – guitare on "Claustrophobia" et "Could It Be"
- Bill Swindells – basse on "Claustrophobia" et "Could It Be"
- Laurie Wardman – batterie sur "Claustrophobia" et "Could It Be"
- Trevor Gordon – guitare solo sur "Follow The Wind," "Wine & Women" et "Peace of Mind"
- Musiciens inconnus ou non crédités – basse, batterie, violon, piano sur "Timber!" et "Take Hold of That Star"[1]